# Bidache
Bidache é uma comuna francesa na região administrativa da Nova Aquitânia, no departamento dos Pirenéus Atlânticos. Estende-se por uma área de 30,56 km². Em 2010 a comuna tinha 1 390 habitantes (densidade: 45,5 hab./km²).